# Imane Djamil
Imane Djamil, née le 29 février 1996, est une photographe marocaine.

## Parcours
Née en 1996, passionnée très tôt par la photographie, elle commence à réaliser des photos à 12 ans.
Elle crée un blog pour présenter ses créations, bloque une rue de Casablanca avec son mobilier à titre de performance, est repérée par des médias, reçoit des commandes et voit ses créations exposées. En 2014, à 18 ans, elle est ainsi la plus jeune photographe sélectionnée par Jean-Hubert Martin et Moulim El Aroussi pour une exposition à l’Institut du monde arabe, à Paris, consacrée aux artistes du Maroc contemporain. En 2021, elle est l’une des trois photographes qui se voit attribuer le prix Nouvelles écritures de la photographie environnementale, un prix initié par le Festival Photo La Gacilly et la revue fisheye, et participe à la 18e édition de ce Festival Photo La Gacilly,. Elle y expose un  deuxième travail consacré à la ville marocaine de Tarfaya, qu’elle a découverte par hasard en faisant la route de Casablanca à Dakhla. Une ville marquée par une présence britannique puis espagnole, et aujourd’hui un peu abandonnée, avec des parties de plus en plus ensablées et une ancienne forteresse espagnole, Casa del Mar, en ruine, recouverte par le sel de l’Océan. Ces photographies, dans cette série comme dans d’autres, sont entre documentaire et fiction, à travers un assemblage narratif.